# جورج لو كلارك
جورج لو كلارك (بالفرنسية: Georges Leclerc)‏ (و. 1903 – 1974 م) هو منافس ألعاب قوى، من فرنسا، ولد في باريس، شارك في ألعاب أولمبية صيفية 1924، توفي عن عمر يناهز 71 عاماً.

## روابط خارجية
- جورج لو كلارك على موقع الاتحاد الفرنسي لألعاب القوى (الفرنسية)
- جورج لو كلارك على موقع اللجنة الأولمبية الدولية (الإنجليزية)
- جورج لو كلارك على موقع أوليمبيديا (الإنجليزية)